# Noctiliostrebla traubi
Noctiliostrebla traubi är en tvåvingeart som beskrevs av Wenzel 1966. Noctiliostrebla traubi ingår i släktet Noctiliostrebla och familjen lusflugor. Inga underarter finns listade i Catalogue of Life.